# 桃野美桜
桃野 美桜（ももの みお、1998年5月30日 - ）は、日本の女性プロレスラー。千葉県市原市出身。Marvelous所属。血液型O型。

## 所属
- Marvelous（2016年 -  ）

## 来歴・戦績
2015年
- 長与千種が設立したMarverousに新人第1号として入門[1]。

2016年
- 2月13日、本旗揚げに先駆け、ニューヨークで行われたMarvelous USAにて対木村響子&デビエンヌ戦でデビュー（パートナーレネー・ミッシェル）。木村にフォールされる。
- 5月3日、Marvelous旗揚げ戦にてデビュー2戦目かつ国内デビュー戦。木村響子とシングルで対戦も、ビッグブーツで返り討ちを喰らう[4]。

2017年
- 2月13日、デビュー1周年記念試合で白姫美叶（仙女）から初勝利[5]。
- 8月8日、アイスリボン・長崎まる子をパートナーに迎え、チームを結成（後に弓李も加入）。長与千種より、チーム名を「マブダチ♡厨二病卍卍（マブダチ・チュウニビョウ）」と命名[6]。

2018年
- 8月19日、プロレスリングWAVE・後楽園ホール大会で桜花由美と組んで、宮崎有妃&野崎渚が保持するWAVE認定タッグ王座に挑戦し勝利、第22代王者組となる[7]。
- 12月6日、この日の練習中に左膝を負傷。病院で検査を受けたところ前十字靭帯断裂の診断を受け、治療に専念するためこの以降出場予定だった大会を欠場。ただし、12月29日の宮崎有妃&旧姓・広田さくら組を挑戦者チームにむかえてのWAVE認定タッグ王座防衛戦のみ桃野本人の強い希望により出場。試合は広田のふらふらドーンで桜花がフォールされ、5度目の防衛に失敗し王座陥落[8][9]。

2019年
- 11月3日、新木場1stRING大会で復帰。彩羽匠と対戦して20分時間切れ引き分け[10]。
- 11月24日、試合中に左肘を負傷。翌日病院で左肘内側側副靱帯断裂損傷と診断され、治療のため欠場[11]。

2020年
- 8月8日、刈谷市産業振興センター大会で復帰。対戦相手は彩羽匠[12]。
- 9月18日、プロレスリングWAVE・後楽園ホール大会で桜花由美とのタッグで、宮崎有妃＆旧姓・広田さくら組からWAVE認定タッグ王座を奪い返し第24代王者組となる[13]。

2021年
- 6月13日、大田区総合体育館にて行なわれたGAEA JAPAN旗揚げ25周年記念興行『GAEAISM』において門倉凛、星月芽依と組み、GAEA JAPANの至宝であるAAAWシングル王座とAAAWタッグ王座のAAAW王座と、仙女の至宝であるセンダイガールズワールドシングルチャンピオンシップとセンダイガールズワールドタッグチームチャンピオンシップの両王座を懸けてセンダイガールズプロレスリングのDASH・チサコ、岩田美香、橋本千紘と対戦。最後は橋本と桃野の一騎打ちとなり敗戦、AAAW王座の権利の獲得を逃した[14]。
- 6月27日、センダイガールズプロレスリング・新宿FACE大会にて門倉凛と組み、橋本千紘と優宇とのタッグ「チーム200kg」からセンダイガールズワールドタッグチームチャンピオンシップを奪取、11代目王者に輝く。
- 9月20日、センダイガールズプロレスリング・宮城野区文化センター大会で、門倉凛とセンダイガールズワールドタッグチームチャンピオンシップの初防衛戦に臨むも、挑戦者の岩田美香&愛海組に敗れて王座陥落[15]。直後から腰の負傷のために欠場、後に病院の診断で腰椎椎間板症と腰椎椎間板ヘルニアが判明[16]。

2022年
- 6月24日、新木場1stRING大会で復帰。門倉凛と組み、彩羽匠&永島千佳世組と対戦するがフォール負け[17]。

2023年
- 5月3日、Marvelous7周年後楽園ホール大会において、永島千佳世を破り、第17代AAAWシングル王座を獲得[18]。
- 8月7日、後楽園ホール大会において、OZアカデミー所属尾崎魔弓とのAAAWシングル選手権にて敗北し防衛に失敗、王座から陥落[19]。

2024年
- 1月7日、OZアカデミー新宿FACE大会において、AKINOをJKボムで下し、第29代OZアカデミー認定無差別級王座を獲得[20]。
- 2月11日、センダイガールズプロレスリング新宿FACE大会にて、岡優里佳とのタッグ（のちに「ボブボブモモバナナ」と命名）で「チーム200キロ」（橋本千紘＆優宇）の保持するセンダイガールズワールドタッグ王座に挑戦するも、敗北[21]。
- 5月30日、マーベラス新木場大会にて写真集『美桜爛漫 桃魂記』（2024年、Marvelous Women's Pro-Wrestling / PepeTanaka）を発売[22][23]。
- 6月9日、センダイガールズプロレスリング新宿FACE大会にて、岡優里佳との「ボブボブモモバナナ」で「愛海と水波」（愛海＆水波綾）の保持するセンダイガールズワールドタッグ王座に挑戦するも、敗北。試合後、即座に再戦を要求し、王者組もこれを認めて7月15日後楽園大会にて再戦決定。7月15日、センダイガールズプロレスリング後楽園大会での再挑戦にて、これを奪取。第19代センダイガールズワールドタッグ王座を戴冠[24][25]。
- 10月27日、マーベラス名古屋国際会議場大会にて、「チーム200キロ」（橋本千紘＆優宇）の保持するAAAWタッグ王座に王者組からの指名を受ける形で岡優里佳との「ボブボブモモバナナ」で挑戦し、モモ☆ラッチで優宇から勝利。第21代AAAWタッグ王座を戴冠[26]。
- 12月8日、センダイガールズプロレスリング『女子プロレスBIGSHOW in 仙台』にて、岡優里佳との「ボブボブモモバナナ」でVENY＆レナ・クロス組の保持するセンダイガールズワールドタッグ王座に挑戦し、これを奪取。第22代センダイガールズワールドタッグ王座を戴冠[27]。

## 得意技
JKボム
ヨシタニックと同型の技。高角度後方回転エビ固めの入りから上半身を捻りながらの前方回転エビ固め。
モモ☆ラッチ
フランケンシュタイナーの要領で正面の相手の両肩飛び乗り、腿で相手の頭部を挟み込む。その後に上半身を左側に捻りながら後方に回転してフォールする。
この技の開発者の中西百重直伝である。

## タイトル歴
Marvelous
- AAAWシングル王座（第17代）
- AAAWタッグ王座（第21代 w/ 岡優里佳）

プロレスリングWAVE
- WAVE認定タッグ王座（第22代・第24代 w/ 桜花由美）

センダイガールズプロレスリング
- センダイガールズワールドタッグ王座（第11代 w/ 門倉凛、第19代・第22代 w/ 岡優里佳）

OZアカデミー
- OZアカデミー認定無差別級王座（第29代）

## 入場テーマ曲
- Stefan Engblom 「 Pure Adrenaline」※現在使用曲
- 加藤真樹子「M.I.O M.I.O M.I.O」[29]※過去使用曲

## 人物
- 左利き[30]
- 家族構成、父、母、美桜、妹。妹が18で出産したため美桜は23の若さで伯母となった。
- 女優の木村多江に憧れている。
- 好きな飲物は濃いカルピス。
- かなりの甘党。長与千種が寮生たちに作った特製のカレーに、大量の蜂蜜を入れて周囲を脅かせている（本来作ったカレーとは別に桃野向けに甘口カレーを作っており、それをさらに甘くするために蜂蜜を投入している。）。